# Корпо ди Кава (Салерно)
Корпо ди Кава је насеље у Италији у округу Салерно, региону Кампанија.
Према процени из 2011. у насељу је живело 503 становника. Насеље се налази на надморској висини од 415 м.